# Clark County, Kentucky
Clark County är ett administrativt område i delstaten Kentucky, USA, med 35 613 invånare. Den administrativa huvudorten (county seat) är Winchester. 

## Geografi
Enligt United States Census Bureau har countyt en total area på 660 km². 658 km² av den arean är land och 2 km² är vatten. 

### Angränsande countyn
- Bourbon County - nord
- Montgomery County - nordost
- Powell County - sydost
- Estill County - sydost
- Madison County - sydväst
- Fayette County - nordväst